# Хигасиямато
Хигасиямато (яп. 東大和市 Хигасиямато-си) — город в Японии, находящийся в префектуре Токио. Площадь города составляет 13,54 км², население — 83 952 человека (1 октября 2020), плотность населения — 6200,30 чел./км².

## Географическое положение
Город расположен на острове Хонсю в префектуре Токио региона Канто. С ним граничат города Хигасимураяма, Мусасимураяма, Татикава, Кодайра, Токородзава.

## Население
Население города составляет 83 952 человека (1 октября 2020), а плотность — 6200,30 чел./км². Изменение численности населения с 1980 по 2005 годы:
| 1980 | 65 553 чел. |  |
| 1985 | 69 881 чел. |  |
| 1990 | 75 132 чел. |  |
| 1995 | 76 355 чел. |  |
| 2000 | 77 212 чел. |  |
| 2005 | 79 353 чел. |  |

## Символика
Деревом города считается Zelkova serrata, цветком — рододендрон.

## Города-побратимы
- Китаката, Япония